# فيليس كالفرت
فيليس كالفرت (بالإنجليزية: Phyllis Calvert)‏ هي ممثلة بريطانية، ولدت في 18 فبراير 1915 بلندن في المملكة المتحدة، وتوفيت بنفس المكان في 8 أكتوبر 2002 بسبب قصور كلوي.

## أعمال

### مسلسلات
- مستر بين

## وصلات خارجية
- فيليس كالفرت على موقع IMDb (الإنجليزية)
- فيليس كالفرت على موقع ألو سيني (الفرنسية)
- فيليس كالفرت على موقع ميوزك برينز (الإنجليزية)
- فيليس كالفرت على موقع أول موفي (الإنجليزية)
- فيليس كالفرت على موقع قاعدة بيانات الأفلام السويدية (السويدية)
- فيليس كالفرت على موقع إن إن دي بي (الإنجليزية)
- فيليس كالفرت على موقع ديسكوغز (الإنجليزية)
- فيليس كالفرت على موقع قاعدة بيانات الفيلم (الإنجليزية)
- فيليس كالفرت على موقع كينوبويسك (الروسية)